# Saison 3 de The Rookie
 (février 2023).
La mise en forme du texte ne suit pas les recommandations de Wikipédia : il faut le « wikifier ».
Les points d'amélioration suivants sont les cas les plus fréquents. Le détail des points à revoir est peut-être précisé sur la page de discussion.
- Les titres sont pré-formatés par le logiciel. Ils ne sont ni en capitales, ni en gras.
- Le texte ne doit pas être écrit en capitales (les noms de famille non plus), ni en gras, ni en italique, ni en « petit »…
- Le gras n'est utilisé que pour surligner le titre de l'article dans l'introduction, une seule fois.
- L'italique est rarement utilisé : mots en langue étrangère, titres d'œuvres, noms de bateaux, etc.
- Les citations ne sont pas en italique mais en corps de texte normal. Elles sont entourées par des guillemets français : « et ».
- Les listes à puces sont à éviter, des paragraphes rédigés étant largement préférés. Les tableaux sont à réserver à la présentation de données structurées (résultats, etc.).
- Les appels de note de bas de page (petits chiffres en exposant, introduits par l'outil «  Source ») sont à placer entre la fin de phrase et le point final[comme ça].
- Les liens internes (vers d'autres articles de Wikipédia) sont à choisir avec parcimonie. Créez des liens vers des articles approfondissant le sujet. Les termes génériques sans rapport avec le sujet sont à éviter, ainsi que les répétitions de liens vers un même terme.
- Les liens externes sont à placer uniquement dans une section « Liens externes », à la fin de l'article. Ces liens sont à choisir avec parcimonie suivant les règles définies. Si un lien sert de source à l'article, son insertion dans le texte est à faire par les notes de bas de page.
- La présentation des références doit suivre les conventions bibliographiques. Il est recommandé d'utiliser les modèles {{Ouvrage}}, {{Chapitre}}, {{Article}}, {{Lien web}} et/ou {{Bibliographie}}. Le mode d'édition visuel peut mettre en forme automatiquement les références.
- Insérer une infobox (cadre d'informations à droite) n'est pas obligatoire pour parachever la mise en page.

Pour une aide détaillée, merci de consulter Aide:Wikification.
Si vous pensez que ces points ont été résolus, vous pouvez retirer ce bandeau et améliorer la mise en forme d'un autre article.
 (février 2023).
Si vous disposez d'ouvrages ou d'articles de référence ou si vous connaissez des sites web de qualité traitant du thème abordé ici, merci de compléter l'article en donnant les références utiles à sa vérifiabilité et en les liant à la section « Notes et références ».
Chronologie
Saison 2 Saison 4
La troisième saison de la série télévisée américaine The Rookie : Le Flic de Los Angeles débute en janvier 2021 et s'achève en mai 2021, et est constituée de 14 épisodes.
En France, la série est diffusée sur M6 du 1er avril 2022 au 22 avril 2022.

## Généralités
Tournée dans les conditions de la pandémie de Covid-19, les épisodes se déroulent dans un univers de fiction où la pandémie n'a jamais existé.
Le premier épisode est la continuité des évènements du dernier épisode de la deuxième saison.

## Distribution

### Acteurs principaux
- Nathan Fillion (VF : Guillaume Orsat) : officier John Nolan
- Mekia Cox (VF : Fily Keita) : lieutenant Nyla Harper
- Eric Winter (VF : Cédric Dumond) : officier Tim Bradford
- Melissa O'Neil (VF : Audrey Sourdive) : officier Lucy Chen
- Richard T. Jones (VF : Daniel Njo Lobé) : sergent Wade Grey
- Titus Makin (VF : Jean-Michel Vaubien) : officier Jackson West
- Alyssa Diaz (VF : Jessica Monceau) : officier Angela Lopez
- Shawn Ashmore (VF : Matyas Simon) : Wesley Evers

## Liste des épisodes

### Épisode 1:Conséquences
- États-Unis / Canada : 3 janvier 2021 sur ABC / CTV
- France : 1er avril 2022 sur M6

- États-Unis : 3,44 millions de téléspectateurs (première diffusion)
- France : 1,52 million de téléspectateurs (première diffusion)

### Épisode 2:Injustice
- États-Unis / Canada : 10 janvier 2021 sur ABC / CTV
- France : 1er avril 2022 sur M6

- États-Unis : 3,15 millions de téléspectateurs (première diffusion)
- France : 1,36 million de téléspectateurs (première diffusion)

### Épisode 3:La Fiera
- États-Unis / Canada : 17 janvier 2021 sur ABC / CTV
- France : 8 avril 2022 sur M6

- États-Unis : 3,76 millions de téléspectateurs (première diffusion)
- France : 1,61 million de téléspectateurs (première diffusion)

### Épisode 4:Sabotage
- États-Unis / Canada : 24 janvier 2021 sur ABC / CTV
- France : 8 avril 2022 sur M6

- États-Unis : 3,39 millions de téléspectateurs (première diffusion)
- France : 1,47 million de téléspectateurs (première diffusion)

### Épisode 5:Alerte à la bombe
- États-Unis / Canada : 14 février 2021 sur ABC / CTV
- France : 8 avril 2022 sur M6

- États-Unis : 4,08 millions de téléspectateurs (première diffusion)

### Épisode 6:Infiltrées
- États-Unis / Canada : 21 février 2021 sur ABC / CTV
- France : 15 avril 2022 sur M6

- États-Unis : 4,11 millions de téléspectateurs (première diffusion)
- France : 1,53 million de téléspectateurs (première diffusion)

### Épisode 7:La Star déchue
- États-Unis / Canada : 28 février 2021 sur ABC / CTV
- France : 15 avril 2022 sur M6

- États-Unis : 3,45 millions de téléspectateurs (première diffusion)
- France : 1,20 million de téléspectateurs (première diffusion)

### Épisode 8:Tel père, telle fille
- États-Unis / Canada : 28 mars 2021 sur ABC / CTV
- France : 15 avril 2022 sur M6

- États-Unis : 3,87 millions de téléspectateurs (première diffusion)

### Épisode 9:Alerte enlèvement
- États-Unis / Canada : 4 avril 2021 sur ABC / CTV
- France : 22 avril 2022 sur M6

- États-Unis : 3,80 millions de téléspectateurs (première diffusion)
- France : 1,50 million de téléspectateurs (première diffusion)

### Épisode 10:Le Garçon d'honneur
- États-Unis / Canada : 11 avril 2021 sur ABC / CTV
- France : 22 avril 2022 sur M6

- États-Unis : 3,70 millions de téléspectateurs (première diffusion)
- France : 1,34 million de téléspectateurs (première diffusion)

### Épisode 11:Nouvelles recrues
- États-Unis / Canada : 18 avril 2021 sur ABC / CTV
- France : 22 avril 2022 sur M6

- États-Unis : 3,81 millions de téléspectateurs (première diffusion)
- France : 1,24 million de téléspectateurs (première diffusion)

### Épisode 12:À cœur vaillant…
- États-Unis / Canada : 2 mai 2021 sur ABC / CTV
- France : 22 avril 2022 sur M6

- États-Unis : 4,00 millions de téléspectateurs (première diffusion)

### Épisode 13:Opération infiltration
- États-Unis / Canada : 9 mai 2021 sur ABC / CTV
- France : 22 avril 2022 sur M6

- États-Unis : 3,91 millions de téléspectateurs (première diffusion)

### Épisode 14:Opération clandestine
- États-Unis / Canada : 16 mai 2021 sur ABC / CTV
- France : 22 avril 2022 sur M6

- États-Unis : 3,77 millions de téléspectateurs (première diffusion)